# Jurisdiktion
Jurisdiktion (av latin: iurisdi'ctio, rättskipning), domvärjo eller rättsbefogenhet är befogenheten att utöva rättskipning och att döma. Jurisdiktionen är begränsad till ett geografiskt område eller till vissa personer eller ett visst sakområde.

## Territoriell jurisdiktion
Den geografiska åtskillnaden bygger på tanken att en viss domstol eller ibland annan myndighet skall eller kan utöva sin domsrätt över brott, som skett inom ett särskilt geografiskt område. Som exempel kan nämnas 2 kap 1 § i den svenska brottsbalken (BrB) som lyder: För brott som begåtts här i riket dömes efter svensk lag och vid svensk domstol. Detsamma gäller, om det är ovisst var brott förövats men skäl finnes antaga att det är begånget inom riket. Här är uppenbarligen domsrätten inskränkt till brott begångna inom landets territorium.. Motsatsen är att inte begränsa jurisdiktionen territoriellt, vilket brukar benämnas för en universell jurisdiktion, och innebär att lagen gäller oavsett var brottet är begånget.
Historiska exempel på territoriell jurisdiktion är landslagar och landskapslagar.

## Korporativ jurisdiktion
Jurisdiktionen kan också anknyta till att domstol kan ha domsrätt över viss eller vissa personer, typiskt sett domstolslandets egna medborgare, eller personer som tjänstgör i landets krigsmakt. Historiskt sett har universiteten haft en sådan jurisdiktion, där dess medlemmar (korporation) endast kunde dömas i universitetets egna domstol, liksom soldater vilka för infanteriets vidkommande endast kunde dömas i regementskrigsrätten.

## Jurisdiktion efter brottstyp
Juridiktionen kan även anknyta till vissa typer av brott. Typiskt här är Internationella brottmålsdomstolens (ICC:s) jurisdiktion över grova brott som krigsförbrytelser, brott mot mänskligheten och folkmord enligt artikel 5 i Romstadgan för Internationella brottmålsdomstolen. De stater som undertecknat fördraget, för närvarande 108 stater, har samtidigt givit upp sin ensamrätt att åtala sitt lands medborgare vid landets domstolar. En person kan på detta sätt åtalas både vid lokal domstol och vid ICC. Den tvisten har lösts så att ICC beslutar vilken domstol som har jurisdiktion. Endast om en stat inte har förmåga att själv utreda och lagföra brott kan ICC ingripa. Den huvudsakliga avsikten med domstolen är att få slut på straffriheten som hittills i stor utsträckning förekommit genom att sporra länderna att själva utreda och lagföra brott.
I Sierra Leone har tvisten lösts så att Specialdomstolen för Sierra Leone ska ha företräde framför Sierra Leones nationella domstolar. I varje skede av förfarandet får specialdomstolen formellt anmoda en nationell domstol att överta lagföringen i enlighet med dess stadga och bevis- och förfaranderegler. Ingen får lagföras vid en nationell domstol i Sierra Leone för gärningar för vilka han eller hon redan har lagförts av specialdomstolen.
Specialdomstolar i Sverige har sådan jurisdiktion, så till exempel Migrationsdomstolen, Arbetsdomstolen och Tryckfrihetsdomstol.

## Religiös och kyrklig jurisdiktion
Ordbruket används även inom kyrkorätt, där det innebär biskopens respektive abbotens myndighet att förvalta det stift respektive det kloster han blivit anförtrodd. I denna bemärkelse hävdar romersk-katolsk teologi för påvens del universell jurisdiktion över den kristna kyrkan.